# El Araucano
El Araucano var en chilensk tidning grundad 1830 av den chilenska regeringen under president Joaquín Prieto. Den fungerade som en officiell regeringspublicering och spelade en viktig roll i den politiska och kulturella debatten under 1800-talet.
| Grundades         | 1830                                  |
| Nedlagd           | 1877                                  |
| Språk             | Spanska                               |
| Utgivare          | Chiles regering                       |
| Kända medarbetare | Andrés Bello, Manuel Antonio Tocornal |
| ----------------- | ------------------------------------- |

Tidningen publicerade officiella dekret, politiska analyser och litterära texter. Den var ett viktigt verktyg för att sprida regeringens politik och främja nationell enhet. Andrés Bello, en framstående intellektuell, var en av dess främsta medarbetare och publicerade flera av sina viktigaste verk i tidningen.
- El Araucano* lades ner 1877 men betraktas fortfarande som en viktig källa för studiet av Chiles politiska och kulturella historia under 1800-talet.